# Нерчинский район
Не́рчинский райо́н —  административно-территориальная единица (район) и муниципальное образование (муниципальный район) в Забайкальском крае Российской Федерации.
Административный центр — город Нерчинск.

## География
Район расположен в центральной части Забайкальского края. Занимает обширную округлой формы Нерчинскую котловину и окаймляющие её с юга Борщовочный хребет, с севера — Нерчинско-Куэнгинский хребет. Имеются месторождения: Большая Кочковатая — проявление берилла и цветного турмалина, Гремячее месторождение цветных камней, Золотая гора — месторождение цветных камней, Каменная Стрелка — месторождение берилла, Киберевские копи — месторождение цветных камней, Кумакинское месторождение бутового камня, Моховое месторождение турмалина, Нерчинское месторождение известняка и мрамора, Нерчинское месторождение подземных вод, Обусинская Гора — проявление берилла и топаза, Пешковское проявление драгоценных камней, Савватеевское месторождение цветных камней, Спира — проявление топаза и берилла, Черемуховое проявление дымчатого кварца, Шивки — проявление берилла, раухтопаза, граната.
Климат резко континентальный с жарким летом и холодной малоснежной зимой. Средняя температура в июле +18 ÷ + 20 °C (максимальная +39 °C), в январе −28 ÷ — 30 °C (абс. минимум −47 °C). Количество осадков не превышает 350 мм/год. Особенно засушливы весна и начало лета. Продолжительность вегетационного периода 120—150 дней. Наиболее крупные рр. Шилка и Нерча. В степях и лесостепях почвы мерзлотные лугово-чернозёмные и мерзлотные лугово-лесные, в лесах тёмно-серые мерзлотные и дерново-неоподзоленные. Распространены степные растительные группировки: пижмовые, злаково-разнотравные, разнотравно-злаковые и вострецовые. Леса преимущественно берёзовые, лиственнично-берёзовые, лиственничные с травяным покровом и кустарниковым подлеском.

## История
Район образован 4 января 1926 года.
В июне 1930 года в сёлах Нерчинского района произошло восстание крестьян («Ундино-Талангуйская повстанческая бригада») против советской власти.

## Население
| 2002    | 2007    | 2009    | 2010    | 2011    | 2012    | 2013    | 2014    | 2015    |
| ------- | ------- | ------- | ------- | ------- | ------- | ------- | ------- | ------- |
| 30 694  | ↘28 600 | ↘28 405 | ↗28 455 | ↘28 384 | ↘28 118 | ↘27 963 | ↘27 632 | ↘27 483 |
| 2016    | 2017    | 2018    | 2019    | 2020    | 2021    |         |         |         |
| ↘27 423 | ↘27 337 | ↘27 234 | ↘27 099 | ↘26 776 | ↗27 070 |         |         |         |

### Урбанизация
В городских условиях (город Нерчинск и пгт Приисковый) проживают  61,87 % населения района.

## Муниципально-территориальное устройство
В муниципальный район входят 15 муниципальных образований, в том числе 2 городских поселения и 13 сельских поселений:
| №        | Муниципальное образование | Административный центр | Количество населённых пунктов | Население (чел.) | Площадь (км²) |
| -------- | ------------------------- | ---------------------- | ----------------------------- | ---------------- | ------------- |
| 1e-06    | Городские поселения       |                        |                               |                  |               |
| 1        | Нерчинское                | город Нерчинск         | 2                             | ↗15 319          | 226,81        |
| 2        | Приисковское              | пгт Приисковый         | 3                             | ↘1886            | 86,03         |
| 2.000002 | Сельские поселения        |                        |                               |                  |               |
| 3        | Андронниковское           | село Андронниково      | 3                             | ↘220             | 337,92        |
| 4        | Бишигинское               | село Бишигино          | 2                             | ↘405             | 204,03        |
| 5        | Верхнеключевское          | село Верхние Ключи     | 3                             | ↗488             | 384,01        |
| 6        | Верхнеумыкэйское          | село Верхний Умыкэй    | 1                             | ↘198             | 102,91        |
| 7        | Зареченское               | посёлок Заречный       | 3                             | ↘1255            | 203,54        |
| 8        | Знаменское                | село Знаменка          | 5                             | ↗1502            | 333,51        |
| 9        | Зюльзинское               | село Зюльзя            | 2                             | ↘1672            | 995,91        |
| 10       | Илимское                  | село Илим              | 1                             | ↗681             | 317,39        |
| 11       | Кумакинское               | село Правые Кумаки     | 3                             | ↘374             | 331,96        |
| 12       | Нижнеключевское           | село Нижние Ключи      | 1                             | ↘421             | 187,36        |
| 13       | Олеканское                | село Олекан            | 1                             | ↘725             | 1016,64       |
| 14       | Олинское                  | село Олинск            | 3                             | ↗1041            | 337,08        |
| 15       | Пешковское                | село Пешково           | 4                             | ↘883             | 370,17        |

## Населённые пункты
В Нерчинском районе 36 населённых пунктов:
| №  | Населённый пункт  | Тип     | Население      | Муниципальное образование |
| -- | ----------------- | ------- | -------------- | ------------------------- |
| 1  | Алеур             | село    | ↘142 (2021)    | Верхнеключевское          |
| 2  | Андронниково      | село    | ↗168 (2021)    | Андронниковское           |
| 3  | Апрелково         | станция | ↘86 (2021)     | Бишигинское               |
| 4  | Беломестново      | село    | ↘145 (2021)    | Знаменское                |
| 5  | Берёзово          | село    | ↘215 (2021)    | Знаменское                |
| 6  | Бишигино          | село    | ↘341 (2021)    | Бишигинское               |
| 7  | Большой Луг       | село    | ↘71 (2021)     | Олинское                  |
| 8  | Борщовка          | село    | ↘0 (2021)      | Верхнеключевское          |
| 9  | Верхние Ключи     | село    | ↘324 (2021)    | Верхнеключевское          |
| 10 | Верхний Умыкэй    | село    | ↘198 (2021)    | Верхнеумыкэйское          |
| 11 | Волочаевка        | село    | ↘14 (2021)     | Андронниковское           |
| 12 | Заречный          | посёлок | ↘899 (2021)    | Зареченское               |
| 13 | Знаменка          | село    | ↘719 (2021)    | Знаменское                |
| 14 | Зюльзикан         | село    | ↘326 (2021)    | Зюльзинское               |
| 15 | Зюльзя            | село    | ↘1416 (2021)   | Зюльзинское               |
| 16 | Илим              | село    | ↗681 (2021)    | Илимское                  |
| 17 | Калинино          | село    | ↘413 (2021)    | Приисковское              |
| 18 | Кангил            | село    | ↘270 (2021)    | Знаменское                |
| 19 | Котельниково      | село    | ↘87 (2021)     | Андронниковское           |
| 20 | Крупянка          | село    | ↘140 (2021)    | Олинское                  |
| 21 | Кулаково          | село    | ↘57 (2021)     | Пешковское                |
| 22 | Левые Кумаки      | село    | ↘263 (2021)    | Кумакинское               |
| 23 | Макеевка          | село    | ↘29 (2021)     | Нерчинское                |
| 24 | Нагорный          | посёлок | ↘433 (2021)    | Зареченское               |
| 25 | Нерчинск          | город   | ↗15 290 (2021) | Нерчинское                |
| 26 | Нижние Ключи      | село    | ↘421 (2021)    | Нижнеключевское           |
| 27 | Олекан            | село    | ↘725 (2021)    | Олеканское                |
| 28 | Олинск            | село    | ↘788 (2021)    | Олинское                  |
| 29 | Пешково           | село    | ↘452 (2021)    | Пешковское                |
| 30 | Право-Пешково     | село    | ↘140 (2021)    | Пешковское                |
| 31 | Правые Кумаки     | село    | ↘138 (2021)    | Кумакинское               |
| 32 | Приисковый        | пгт     | ↗1459 (2021)   | Приисковское              |
| 33 | Савватеево        | село    | ↘301 (2021)    | Пешковское                |
| 34 | Северная Знаменка | село    | 3 (2021)       | Знаменское                |
| 35 | Сенная            | село    | ↗74 (2021)     | Кумакинское               |
| 36 | Шивки             | село    | ↗170 (2021)    | Приисковское              |

Законом Забайкальского края от 25 декабря 2013 года было принято решение образовать новые населённые пункты: село Северная Знаменка и посёлок Опытный (путём выделения из села Знаменка и посёлка Заречный соответственно). На федеральном уровне наименование селу Северная Знаменка было присвоено Распоряжением Правительства России от 13 мая 2015 года № 860-Р. Посёлок Опытный при этом выделен так и не был.

## Экономика
Развитие района обеспечивалось функционированием Нерчинского электромеханического завода, который выпускал электродвигатели для стиральных машин и бытовые приборы. Работали: кирпичный завод в пгт. Приисковый, мельница обойного помола зерна. После 1990-х многие из предприятий закрыты. На начало XXI века производится переработка сельхозсырья — изготавливаются мясные продукты (в том числе копчёности, колбасы), макаронные и хлебобулочные изделия, выпускается мебель, пиломатериалы, швейные изделия. Действуют Нерчинский лесхоз и Нерчинский сельский лесхоз. Район имеет благоприятные условия для развития сельского хозяйства, в частности овцеводства. Сельхозпроизводство ведут: ПСК «Нерча», «Колос» (с. Олинск), ПСК «Олекан» (с. Олекан), МУП «Нерчинский конезавод» (с. Верхний Умыкэй), ПСК «Зюльзя» (с. Зюльзя) и др.

## Образование и культура
На 2000 год в районе — 41 общеобразовательное учреждение, Нерчинский аграрный техникум, 23 библиотеки, 27 клубов, 4 больницы и 26 фельдшерско-акушерских пунктов. Издаётся районная еженедельная газета «Нерчинская звезда».